# Sohrab Shahid Sales
Sohrab Shaheed Salles o Sohrab Shahid-Saless (en persa: سهراب شهیدثالث‎, Teherán, 28 de junio de 1944 - Chicago, 2 de julio de 1998) fue un director de cine y guionista iraní y una de las figuras más célebres del cine de Irán en el siglo XX. Después de 1976 trabajó en el cine de Alemania y fue un componente importante de la diáspora cinematográfica trabajando en la industria alemana.

## Biografía

### Primeros años
Sohrab Shaheed Salles nació en Teherán en 1944, en el seno de una familia de clase media. Saless era un hábil narrador de cuentos en su infancia, con una pasión por visualizar sus narraciones. Durante su adolescencia mostró un talento imaginativo, escribiendo y actuando en obras de teatro con amigos. En 1963, Shahid Saless se trasladó desde Irán a Viena, donde asistió a una escuela de cine y a una escuela de actuación al mismo tiempo, pero sus estudios se suspendieron en 1967 debido a un repentino diagnóstico de tuberculosis. En medio del tratamiento, se fue a París para continuar sus estudios de cine en el prestigioso Conservatorio Independiente de Cine Francés, y poco después, en 1968, regresó a Irán. A su regreso a Teherán, Saless comenzó a trabajar con el Ministerio de Cultura iraní como director de documentales, donde produjo múltiples cortometrajes y documentales, en parte sobre el tema de la danza tradicional entre diferentes grupos étnicos iraníes.
Durante su estancia en Irán (1968-1974), produjo dos importantes largometrajes, Yek ettefāq-e sāda (Un simple acontecimiento, 1973) y Ṭabiʿat-e bijān (Naturaleza muerta, 1974), ambos galardonados con premios internacionales por su visión realista y socialista de la vida en Irán y por su innovador estilo cinematográfico y experimental. En Yek ettefāq-e sāda, Saless entró en la escena cinematográfica con un estilo distintivo, informando sobre la vida diaria de un aldeano de diez años y mostrando su lucha para llegar a fin de mes a través del contrabando de pescado. En Ṭabiʿat-e bijān retrata la vida de un trabajador de la guardia de ferrocarriles a quien se le obliga a jubilarse para darle paso a un guardia más joven. En el transcurso de esta película, la vida angustiosa de la clase obrera se describe bajo una luz crítica. Saless también realizó varios cortometrajes para el Ministerio de Cultura y Artes. Realizó muchas películas por encargo sobre las danzas folclóricas locales de varios grupos étnicos de su país. También comenzó a realizar cortos documentales que mostraban la inquietante condición de vida de la clase obrera. Como era de esperarse, el mensaje político subversivo de estas películas fue rechazado por el gobierno, y Saless se vio obligado a abandonar el país como muchos de sus colegas de la época.
Tras establecerse en Alemania en 1974, Saless comenzó a producir documentales para los medios de comunicación del país teutón. Las películas que realizó le valieron un mayor reconocimiento internacional y continuó realizando documentales y largometrajes para los principales programas de la televisión alemana. En esta época, Ramin Molai (1939-2009) trabajó como camarógrafo en muchas de sus películas producidas en Berlín. En Alemania, sus producciones televisivas siempre tuvieron una calidad artística distintiva. Realizó su último filme para los medios alemanes, Rosen für Afrika, en 1991. En 1992 se mudó a los Estados Unidos para reunirse con su familia. Murió de una enfermedad crónica relacionada con el hígado que le afectó a lo largo de toda su vida.
Saless es conocido por ser un pionero de la nueva ola del cine iraní. En sus propias palabras, su cine pretende documentar el "antagonismo entre el hombre y la sociedad". En el curso de su obra, veía el papel del cine como un medio para "generar conciencia a través de la indignidad y la inhumanidad de la vida".

### Carrera cinematográfica
En su primer largometraje, Yek ettefāq-e sāda (1973), describe la vida cotidiana de un niño de diez años que vive en un pequeño pueblo con una madre y un padre enfermos que luchan por ganarse la vida contrabandeando peces. En contraste, Ṭabiʿat-e bijān (1974) explora la monotonía en la vida de un viejo viajero ferroviario. Esta película ganó muchos premios, incluido uno en la Berlinale de 1974. En 1975 Sohrab dirigió Lejos de casa (1975).
En 1976, al mudarse a Alemania, Sohrab publicó Diary of a Lover (1976), Coming of Age (1976) y Utopia (1983). Esta última es una cinta de 186 minutos que narra la historia de un proxeneta y sus cinco hijas. La película fue inscrita en la 33.ª edición del Festival de Cine de Berlín.
En sus años finales de carrera, dirigió principalmente películas para televisión. Entre 1991 y 1992 dirigió Rosen für Afrika, un psicodrama que narra el fracaso de un matrimonio de treinta años debido a las tendencias agresivas y destructivas del hombre, que entra en una profunda crisis personal. Cuando el matrimonio definitivamente termina, el hombre busca consuelo en el alcohol y se convierte en un criminal. Esta producción dramática se estrenó en la televisión alemana en 1991.

## Estilo cinematográfico
Con Un simple acontecimiento, Sohrab Shaheed Salles surgió en la escena cinematográfica iraní como un cineasta con un estilo distintivo. Adoptando una forma casi documental, Shaheed Salles registró momentos sin incidentes en la vida de la gente común. En sus propias palabras: "Un simple acontecimiento no presenta trama alguna. Es sólo un informe sobre la vida cotidiana de un niño". Trabajando con un elenco de actores locales no profesionales, Sohrab construyó su película con imágenes realistas que casi se correspondían con el flujo temporal de la vida rural. La película es tan simple y sin adornos que crea la ilusión de haber sido hecha sin un diseño general preparado.
A pesar de todo su encanto lírico, Un simple acontecimiento debe ser considerada como un preludio o una preparación para su aclamada película Naturaleza muerta, a la que se le otorgó el Oso de Plata a la mejor dirección y el premio de la crítica en la 24ª edición del Festival de Cine de Berlín en 1974. Naturaleza muerta narra la vida monótona y tranquila de un anciano trabajador que vive en un lugar remoto y desolado. Para el viejo y su esposa todo termina el día en que recibe sus papeles de jubilación, siendo desplazado por un joven y quedándose sin lugar a dónde ir.
Este cuadro poético y elegíaco está considerado como una de las mejores obras producidas en la historia del cine iraní. Salles defiende los valores humanos básicos y, al mismo tiempo, expone la horrible crueldad en la que se basa el sistema burocrático. Durante toda su vida el anciano repite un trabajo sencillo: bajar la valla de la carretera que cruza la vía férrea cada vez que pasa un tren. Y Sohrab presenta la monotonía aburrida de esta vida con un ritmo apropiado.

## Filmografía como director

### Cortometrajes
- Raghs-e Bojnourd (La danza de Bojnourd), 1969.
- Rastakhiz (Resurrección), 1969.
- Siah-o sefid (Blanco y negro), 1972.

### Largometrajes y telefilmes
- Yek ettefāq-e sāde (Un simple acontecimiento), 1973.
- Ṭabiʿat-e bijān (Naturaleza muerta), 1974.
- Dar qorbat (Lejos de casa), 1975.
- Reifezeit, 1976.
- Tagebuch eines Liebenden (El diario de un amante), 1977.
- Die Langen Ferien der Lotte H. Eisner (Las largas vacaciones de Lotte H. Eisner), 1979.
- Grabbes Letzter Sommer (El último verano de Grabbe), 1980.
- Ordnung (Orden), 1980.
- Anton P. Checkov: A life, 1981.
- Empfänger Unbekannt (Destinatario desconocido), 1983.
- Utopia, 1983.
- Der Weidenbaum (El árbol de sauce), 1984.
- Hans—Ein Junge in Deutschland (Hans: un joven en Alemania), 1985.
- Wechselbalg (Mutante), 1987.
- Rosen fuer Afrika (Rosas para el África), 1992.[7]

## Premios y distinciones
Festival Internacional de Cine de Berlín
| Año  | Categoría       | Película      | Resultado |
| ---- | --------------- | ------------- | --------- |
| 1974 | Oso de Plata    | Tabiate bijan | Ganador   |
| 1974 | Premio FIPRESCI | Tabiate bijan | Ganador   |